# Kuohijärvi
Kuohijärvi är en sjö i Finland. Den ligger i kommunerna Tavastehus och Pälkäne i den tidigare kommunen Lampis i landskapen Egentliga Tavastland och Birkaland, i den södra delen av landet, 120 km norr om huvudstaden Helsingfors. Kuohijärvi ligger 86,7 meter över havet. Den är 33 meter djup. Arean är 34,74 kvadratkilometer och strandlinjen är 115,75 kilometer lång. Sjön  ingår i Kumo älvs huvudavrinningsområde.   I omgivningarna runt Kuohijärvi växer i huvudsak blandskog. Den sträcker sig 15,0 kilometer i nord-sydlig riktning, och 7,9 kilometer i öst-västlig riktning.
Sjön har god vattenkvalitet och är inte särskilt näringsrik. I sjön finns bland annat abborre, öring, siklöja, braxen, gös och ål. Dess yta sjönk 90 cm på 1900-talet. I norra ändan av Kuohijärvi har den väldigt sällsynta vattenormbunken klotgräs påträffats.

## Öar i Kuohijärvi
- Mustassaari (en ö)
- Pukaluoto (en ö)
- Iso-Vohlio (en ö)
- Lehmiö (en ö)
- Tervalahdensaari (en ö)
- Vellinki (en ö)
- Nurmisaari (en ö)
- Levonsaari (en ö)
- Tervaniemensaaret (en ö)
- Rapusenkari (en ö)
- Pöystilänsaari (en ö)
- Rantasaari (en ö)
- Kaiturinsaari (en ö)
- Hietasalo (en ö)
- Kolusaari (en ö)
- Terrinen (en ö)
- Kalmasaaret (en ö)
- Atollisaari (en ö)
- Riihilahdensaari (en ö)
- Eeronsaari (en ö)
- Koskenalustansaari (en ö)
- Vähä-Vohlio (en ö)
- Saarostensaari (en ö)
- Huhtasaari (en ö)
- Raaninsaari (en ö)
- Rakolansaari (en ö)
- Saunasaari (en ö)